# David Sourada
David Sourada (* 16. listopadu 1974) je bývalý český fotbalista, útočník.

## Fotbalová kariéra
Hrál v české lize za FC Baník Ostrava, FC Karviná, FK Teplice a FK Chmel Blšany. V české lize nastoupil ve 128 utkáních a dal 15 ligových gólů. V ruské lize hrál za RFK Terek Groznyj. Ve druhé lize hrál i za FK Baník Havířov, FK VP Frýdek-Místek a FC Chomutov. V Evropské lize UEFA nastoupil v 4 utkáních.
Hrál také v nižších soutěžích v Rakousku.

## Ligová bilance
| Ročník                                 | Zápasy | Góly | Klub                |
| -------------------------------------- | ------ | ---- | ------------------- |
| 2. česká fotbalová liga 1993/94        | –      | 1    | FK Baník Havířov    |
| 2. česká fotbalová liga 1994/95        | –      | 4    | FK Baník Havířov    |
| 2. česká fotbalová liga 1995/96        | 13     | 4    | FK VP Frýdek-Místek |
| 1. česká fotbalová liga 1995/96        | 13     | 0    | FC Baník Ostrava    |
| 1. česká fotbalová liga 1996/97        | 11     | 0    | FC Baník Ostrava    |
| 2. česká fotbalová liga 1997/98        | 22     | 3    | FC Karviná          |
| Gambrinus liga 1998/99                 | 24     | 0    | FC Karviná          |
| Gambrinus liga 1999/00                 | 7      | 0    | FK Teplice          |
| Gambrinus liga 2000/01                 | 2      | 0    | FK Teplice          |
| 2. česká fotbalová liga 2000/01        | 5      | 2    | FC Chomutov         |
| Gambrinus liga 2000/01                 | 14     | 7    | FK Chmel Blšany     |
| Gambrinus liga 2001/02                 | 27     | 6    | FK Chmel Blšany     |
| Gambrinus liga 2002/03                 | 20     | 2    | FK Chmel Blšany     |
| Gambrinus liga 2003/04                 | 4      | 0    | FK Chmel Blšany     |
| Moravskoslezská fotbalová liga 2006/07 | –      | 7    | MFK Karviná         |
| Moravskoslezská fotbalová liga 2007/08 | –      | 3    | MFK Karviná         |
| 2. česká fotbalová liga 2008/09        | 28     | 4    | MFK OKD Karviná     |
| CELKEM 1. česká liga                   | 128    | 15   |                     |